# Damernas sprintstafett i längdskidåkning vid olympiska vinterspelen 2006
Damernas sprintstafett i de olympiska vinterspelen 2006 hölls vid Pragelato i Italien den 14 februari 2006.

## Medaljörer
| Spel          | Guld                                 | Silver                          | Brons                                      |
| Sprintstafett | Sverige Lina Andersson Anna Dahlberg | Kanada Sara Renner Beckie Scott | Finland Aino Kaisa Saarinen Virpi Kuitunen |

## Resultat

### Semifinaler
Semifinal 1
| Placering | Land      | Idrottare                              | Tid     | Noteringar |
| --------- | --------- | -------------------------------------- | ------- | ---------- |
| 1         | Finland   | Aino Kaisa Saarinen Virpi Kuitunen     | 17:16,8 | Q          |
| 2         | Kanada    | Sara Renner Beckie Scott               | 17:19,3 | Q          |
| 3         | Italien   | Arianna Follis Gabriella Paruzzi       | 17:32,6 | Q          |
| 4         | Japan     | Madoka Natsumi Nobuko Fukuda           | 17:33,1 | Q          |
| 5         | Kazakstan | Oxana Jatskaja Elena Kolomina          | 17:36,3 | Q          |
| 6         | Frankrike | Elodie Bourgeois Pin Aurelie Perrillat | 17:54,5 |            |
| 7         | Slovenien | Vesna Fabjan Maja Benedicic            | 18:53,5 |            |
| 8         | Ukraina   | Marina Malets Lisogor Tatjana Zavalij  | 19:14,3 |            |

Semifinal 2
| Placering | Land     | Idrottare                                 | Tid     | Noteringar |
| --------- | -------- | ----------------------------------------- | ------- | ---------- |
| 1         | Norge    | Ella Gjømle Marit Bjørgen                 | 17:14,4 | Q          |
| 2         | Ryssland | Olga Moskalenko-Rotjeva Alena Sidko       | 17:32,3 | Q          |
| 3         | Sverige  | Anna Dahlberg Lina Andersson              | 17:33,5 | Q          |
| 4         | Tyskland | Evi Sachenbacher-Stehle Viola Bauer       | 17:34,7 | Q          |
| 5         | USA      | Wendy Kay Wagner Kikkan Randall           | 17:51,4 | Q          |
| 6         | Tjeckien | Helena Balatkova Erbenova Kamila Rajdlova | 18:11,6 |            |
| 7         | Kina     | Wang Chunli Jiang Chunli                  | 18:18,4 |            |
| 8         | Estland  | Piret Pormeister Kaili Sirge              | 19:13,6 |            |

### Final
| Placering | Land      | Idrottare                           | Tid     |
| --------- | --------- | ----------------------------------- | ------- |
|           | Sverige   | Anna Dahlberg Lina Andersson        | 16:36,9 |
|           | Kanada    | Sara Renner Beckie Scott            | 16:37,5 |
|           | Finland   | Aino Kaisa Saarinen Virpi Kuitunen  | 16:39,2 |
| 4         | Norge     | Ella Gjømle Marit Bjørgen           | 16:48,1 |
| 5         | Tyskland  | Evi Sachenbacher-Stehle Viola Bauer | 17:03,5 |
| 6         | Ryssland  | Olga Moskalenko-Rotjeva Alena Sidko | 17:08,5 |
| 7         | Italien   | Arianna Follis Gabriella Paruzzi    | 17:24,8 |
| 8         | Japan     | Madoka Natsumi Nobuko Fukuda        | 17:27,6 |
| 9         | Kazakstan | Oxana Jatskaja Elena Kolomina       | 17:42,8 |
| 10        | USA       | Wendy Kay Wagner Kikkan Randall     | 18:06,9 |